# Marcia Mae Jones
Marcia Mae Jones (* 1. August 1924 in Los Angeles, Kalifornien; † 2. September 2007 in Woodland Hills, Kalifornien) war eine US-amerikanische Filmschauspielerin.

## Leben
Bereits Marcia Mae Jones’ Mutter Freda Jones (1897–1976) war Schauspielerin. Marcia hatte drei ältere Geschwister: Margaret, Macon und Marvin, die als Kinder ebenfalls schauspielerisch tätig waren. Doch nur Marcia Mae gelang es, eine erfolgreiche Karriere vor der Kamera einzuschlagen. Ihre erste Rolle hatte sie 1926 im Alter von zwei Jahren. In den 1930er-Jahren hatte sie kleinere Nebenrollen in Großproduktionen wie Der Garten Allahs und Das Leben des Emile Zola. Neben Bonita Granville war Jones 1936 in William Wylers Infame Lügen als Urheberinnen der titelgebenden infamen Lügen eingesetzt, die das Leben von drei Menschen zerstören. Sie erhielt für ihre Darstellung wohlwollende Kritiken. 1937 war sie als Klara Sesemann neben Shirley Temple in Heidi unter der Regie von Allan Dwan zu sehen, zwei Jahre später wirkten die Zwei in Die kleine Prinzessin mit. 1938 war Jones auch neben einem anderen Kinderstar zu sehen, als sie neben Deanna Durbin in Mad About Music auftrat. 1939 war sie erneut an der Seite von Durbin in First Love eingesetzt. In einer Reihe von B-Filmen bildete sie Anfang der 1940er-Jahre zusammen mit Jackie Moran ein jugendliches Leinwandpaar.
Nachdem Jones in den 1940er-Jahren vor allem für Poverty-Row-Studios Filme gemacht hatte, zog sie sich 1952 für einige Jahre zurück, um ihre beiden Söhne aus erster Ehe großzuziehen. Eine zweite Ehe mit dem Drehbuchautor Bill Davenport, die 1955 geschlossen wurde, scheiterte an dessen Alkohol- und Drogenproblemen. Mitte der 1960er-Jahre kehrte Jones ins Schauspielgeschäft zurück, wo sie Gastrollen in Fernsehserien wie Cannon und Die Straßen von San Francisco übernahm. Ebenso drehte sie mehrere Filme, unter anderem So wie wir waren aus dem Jahre 1973. 1983 hatte sie ihre letzte Rolle in einer Fernsehproduktion.
Jones verstarb im Alter von 83 Jahren an den Folgen einer Lungenentzündung, sie hinterließ zwei Söhne und mehrere Enkelkinder.

## Filmografie (Auswahl)
- 1926: Mannequin
- 1930: Der Jazzkönig (King of Jazz)
- 1931: Der Champ (The Champ)
- 1931: Night Nurse
- 1933: Die kleinen Strolche – Birthday Blues (Kurzfilm)
- 1933: Employees’ Entrance
- 1933: Die kleinen Strolche – Mush and Milk (Kurzfilm)
- 1933: Sexbombe (Bombshell)
- 1933: Dr. Bull (Doctor Bull)
- 1934: Imitation of Life
- 1936: Infame Lügen (These Three)
- 1936: Der Garten Allahs (The Garden of Allah)
- 1937: Gesetz der Berge (Mountain Justice)
- 1937: Heidi
- 1937: Das Leben des Emile Zola (The Life of Emile Zola)
- 1937: Lady Behave
- 1938: Mad About Music
- 1938: Toms Abenteuer (The Adventures of Tom Sawyer)
- 1939: First Love
- 1939: Die kleine Prinzessin (The Little Princess)
- 1940: The Old Swimmin' Hole
- 1942: Secrets of a Co-Ed
- 1948: Street Corner
- 1949: Der Brandstifter von Los Angeles (Arson, Inc.)
- 1950: The Daughter of Rosie O’Grady
- 1950: Gangster von Chicago (Hi-Jacked)
- 1951: Fernruf aus Chicago (Chicago Calling)
- 1968: Liebling, lass das Lügen (Live a Little, Love a Little)
- 1973: So wie wir waren (The Way We Were)
- 1974: The Spectre of Edgar Allan Poe